# Donji Zvečaj
Donji Zvečaj je naselje na Hrvaškem, ki upravno spada pod mesto Duga Resa Karlovške županije.
V Donjem Zvečaju, ki se je prej imenoval Zvečaj Prednji stoji enoladijska cerkev sv. Ivana Krstitelja. Postavljena je bila leta 1693 na mestu lesene kapele iz leta 1673. Cerkvi je bil leta 1741 prizidan zvonik. V cerkvi so trije poznorenesančni oltarji: glavni oltar Ivana Krstitelja je iz leta 1687, baročni oltar sv. Ivana Nepomuka je prav tako iz leta 1687,  oltar Blažene Djevice Marije pa je bil postavljen leta 1689.

## Demografija
| Pregled števila prebivalcev po letih | Pregled števila prebivalcev po letih | Pregled števila prebivalcev po letih | Pregled števila prebivalcev po letih | Pregled števila prebivalcev po letih | Pregled števila prebivalcev po letih | Pregled števila prebivalcev po letih | Pregled števila prebivalcev po letih | Pregled števila prebivalcev po letih | Pregled števila prebivalcev po letih | Pregled števila prebivalcev po letih | Pregled števila prebivalcev po letih | Pregled števila prebivalcev po letih | Pregled števila prebivalcev po letih | Pregled števila prebivalcev po letih |
| ------------------------------------ | ------------------------------------ | ------------------------------------ | ------------------------------------ | ------------------------------------ | ------------------------------------ | ------------------------------------ | ------------------------------------ | ------------------------------------ | ------------------------------------ | ------------------------------------ | ------------------------------------ | ------------------------------------ | ------------------------------------ | ------------------------------------ |
| 1857                                 | 1869                                 | 1880                                 | 1890                                 | 1900                                 | 1910                                 | 1921                                 | 1931                                 | 1948                                 | 1953                                 | 1961                                 | 1971                                 | 1981                                 | 1991                                 | 2001                                 |
| 119                                  | 224                                  | 203                                  | 236                                  | 224                                  | 235                                  | 241                                  | 243                                  | 281                                  | 260                                  | 265                                  | 243                                  | 245                                  | 219                                  | 172                                  |